# ELF Cup 2006
La ELF Cup 2006 fu la prima edizione della competizione mondiale riservata alle selezioni di calcio delle nazioni non riconosciute dalla FIFA né dalle organizzazioni continentali ospitato dalla Repubblica Turca di Cipro Nord. Inizialmente organizzata solo per membri NF-Board, trovarono posto anche tre membri dell'Asian Football Confederation: Tagikistan, Kirghizistan e Afghanistan. Però, sotto pressione della FIFA, l'Afghanistan si ritirò e fu quindi rimpiazzato dalla Gagauzia.
Il torneo si svolse dal 19 al 25 novembre 2006 e fu vinto dalla Selezione di calcio della Repubblica Turca di Cipro Nord.

## Squadre partecipanti
- Cipro del Nord
- Gagauzia
- Groenlandia
- Kirghizistan (rappresentato dalla propria squadra di futsal)
- Tagikistan (rappresentato dalla propria squadra di futsal)
- Tatari di Crimea
- Tibet
- Zanzibar (rappresentato dalla propria nazionale Under-20)

## Città e Stadi
Gli stadi scelti per disputare le partite della ELF Cup 2006 furono:
| Città      | Stadio                 | Capacità |
| ---------- | ---------------------- | -------- |
| Nicosia    | Stadio Atatürk         | 28.000   |
| Girne      | Stadio Zafer           | 7.000    |
| Güzelyurt  | Stadio 20 Temmuz       | 7.000    |
| Gazimağusa | Stadio Dr. Fazıl Küçük | 7.000    |

## Formato
Le otto squadre partecipanti furono divise in due gironi da quattro squadre. Poi, nella fase ad eliminazione diretta, la prima squadra del girone A affrontò in semifinale la seconda del girone B, mentre la seconda del girone A affrontò la prima del girone B. I vincitori delle due semifinali si contesero il titolo di vincitore del torneo, mentre le altre due si contesero il terzo posto.

## Fase a gironi

### Girone A
| Pos | Squadra      | G | V | N | P | GF | GS | DG | Pt | Risultato                        |
| --- | ------------ | - | - | - | - | -- | -- | -- | -- | -------------------------------- |
| 1   | Kirghizistan | 3 | 2 | 0 | 1 | 7  | 2  | +5 | 6  | Qualificate alla fase successiva |
| 2   | Zanzibar     | 3 | 1 | 2 | 0 | 3  | 2  | +1 | 5  | Qualificate alla fase successiva |
| 3   | Groenlandia  | 3 | 1 | 1 | 1 | 3  | 2  | +1 | 4  |                                  |
| 4   | Gagauzia     | 3 | 0 | 1 | 2 | 2  | 9  | −7 | 1  |                                  |

| Arbitro: | Fahim Dayı |

|  |           |                                                     |
|  | Marcatori | 33’ Kristian Sandgreen 68’ (rig.) Niklas Kreutsmann |

| Arbitro: | Aziz Dayı |

|  |           |                             |
|  | Marcatori | 9’ Suleiman Kassim Suleiman |

| Arbitro: | Mehmet Sezener |

|                |           |                                                                                     |
| Marcov 31’ 60’ | Marcatori | 14’ 37’ Jenish Mamatov 19’ Dilshat Kadyrov 65’ 90’ Mihail Sundeev 75’ Ulan Ryskulov |

| Arbitro: | Serdar Bilginer |

|                     |           |          |
| Pelle Mortensen 78’ | Marcatori | 62’ Omar |

| Arbitro: | Cevdet Mertkaya |

|  |           |                      |
|  | Marcatori | 24’ Vadim Kondratkov |

| Arbitro: | Alkın Gedikoğlu |

|                    |           |                            |
| Denis Ceavdari 79’ | Marcatori | 76’ Muhammed Seif Muhammed |

### Girone B
| Pos | Squadra          | G | V | N | P | GF | GS | DG  | Pt | Risultato                        |
| --- | ---------------- | - | - | - | - | -- | -- | --- | -- | -------------------------------- |
| 1   | Cipro del Nord   | 3 | 3 | 0 | 0 | 20 | 1  | +19 | 9  | Qualificate alla fase successiva |
| 2   | Tatari di Crimea | 3 | 2 | 0 | 1 | 3  | 6  | −3  | 6  | Qualificate alla fase successiva |
| 3   | Tagikistan       | 3 | 1 | 0 | 2 | 5  | 7  | −2  | 3  |                                  |
| 4   | Tibet            | 3 | 0 | 0 | 3 | 0  | 14 | −14 | 0  |                                  |

| Arbitro: | Abdullah Özsusuzlu |

|  |           |                                            |
|  | Marcatori | 59’, 67’ Ertaç Taşkıran 65’ Ertaç Taşkıran |

| Arbitro: | Mehmet Malek |

|  |           | |
|  | Marcatori | 16’ Hamis Çakır 45’ Ertaç Taşkıran 65’ (aut.) Rizvan Abıltarov 78’ Kemal Uçaner 87’ Ekrem Keleşzade |

| Arbitro: | Ulus Sediral |

|  |           |                            |
|  | Marcatori | 41’ (rig.) Arsen Ablâmetov |

| Arbitro: | Serkan Şimşek |

|                                                                 |           |                     |
| Derviş Kolcu 34’, 54’ Kemal Uçaner 65’, 90+1’ Coşkun Ulusoy 71’ | Marcatori | 12’ Daler Aknazarov |

| Arbitro: | Mehmet Evlat |

|                         |           |                                       |
| Sergey Almukhamedov 45’ | Marcatori | 36’ İrfan Ametov 87’ Halil Hayredinov |

| Arbitro: | Ramadan Göktan |

| |           |  |
| Hamis Çakır 13’, 30’, 37’ Ediz Çukurovalı 14’, 24’, 43’ Sabri Selden 17’, 29’ Atkun Arıkbuka 54’ Yasin Kansu 77’ | Marcatori |  |

## Fase a eliminazione diretta
|  | Semifinali             | Semifinali             | Semifinali     |                |                  | Finale             | Finale             | Finale          |  |
|  |                        |                        |                |                |                  |                    |                    |                 |  |
|  | Kirghizistan           | Kirghizistan           | 2              |                |                  |                    |                    |                 |  |
|  | Kirghizistan           | Kirghizistan           | 2              |                |                  |                    |                    |                 |  |
|  | Tatari di Crimea (dts) | Tatari di Crimea (dts) | 3              |                |                  |                    |                    |                 |  |
|  | Tatari di Crimea (dts) | Tatari di Crimea (dts) | 3              |                | Tatari di Crimea | Tatari di Crimea   | 1                  |                 |  |
|  |                        |                        |                |                | Tatari di Crimea | Tatari di Crimea   | 1                  |                 |  |
|  |                        |                        | Cipro del Nord | Cipro del Nord | 3                |                    |                    |                 |  |
|  | Cipro del Nord         | Cipro del Nord         | Cipro del Nord | Cipro del Nord | 3                | 5                  |                    |                 |  |
|  | Cipro del Nord         | Cipro del Nord         |                |                |                  | 5                  |                    |                 |  |
|  | Zanzibar               | Zanzibar               | 0              |                |                  | Finale 3º posto    | Finale 3º posto    | Finale 3º posto |  |
|  | Zanzibar               | Zanzibar               | 0              |                |                  |                    |                    |                 |  |
|  |                        |                        |                |                |                  |                    |                    |                 |  |
|  |                        |                        |                |                |                  | Kirghizistan (dtr) | Kirghizistan (dtr) | 2 (7)           |  |
|  |                        |                        |                |                |                  | Kirghizistan (dtr) | Kirghizistan (dtr) | 2 (7)           |  |
|  |                        |                        |                |                |                  | Zanzibar           | Zanzibar           | 2 (6)           |  |

### Semifinali
| Arbitro: | Mehmet Özbilgehan |

|                                            |           |                                                                  |
| Mihail Sundeev 90+2’ Arsen Mustafayev 102’ | Marcatori | 18’ Ruslan Emiratlı 94’ (rig.) Arsen Ablâmetov 97’ Marlen Akimov |

| Arbitro: | Savaş Tilki |

|                                                                 |           |  |
| Ertaç Taşkıran 24’ 34’ 47’ Coşkun Ulusoy 59’ Ertaç Taşkıran 83’ | Marcatori |  |

### Finale 3º posto
| Nicosia 25 novembre 2006, ore 14:30 EET                                                                                      | Kirghizistan | 2 – 2 referto                                         | Zanzibar | Atatürk Stadium |
| \| \| \| \| \| Jenish Mamatov 55’ Ulan Riskulov 65’ \| Marcatori \| 28’ Muhammed Seif Muhammed 47’ Muhammed Seif Muhammed \| |              |                                                       |          |                 |
| |              |                                                       |          |                 |
| Jenish Mamatov 55’ Ulan Riskulov 65’                                                                                         | Marcatori    | 28’ Muhammed Seif Muhammed 47’ Muhammed Seif Muhammed |          |                 |

### Finale
| Nicosia 25 novembre 2006, ore 16:30 EET | Cipro del Nord | 3 – 1 referto | Tatari di Crimea | Atatürk Stadium |
| \| \| \| \| \| Hamis Çakır 1’ Hasan Sapsızoğlu 46’ Ertaç Taşkıran 55’ \| Marcatori \| 90+3'’ Marlen Akimov \| \| Hasan Piro, Serkan Önet, Erdinç Börekçi, Serhan Önet, Hüseyin Amcaoğlu, Coşkun Ulusoy, Ekrem Keleşzade, Ertaç Taşkıran, Hamis Çakır, Derviş Kolcu, Serdar Dural \| Formazioni \| Osmanov, Mustafayev, Ebubekirov, Abiltarov, Golayda (Muhamacalov) (Cemilev), Ametov, Ablâmetov, Celâlov, Ablâkimov, Akimov, Ablâtifov (Hayredinov) \| \| İlker Ertemel \| Allenatori \| Rustem Mustafayev \| |                | |                  |                 |
| |                | |                  |                 |
| Hamis Çakır 1’ Hasan Sapsızoğlu 46’ Ertaç Taşkıran 55’ | Marcatori      | 90+3'’ Marlen Akimov |                  |                 |
| Hasan Piro, Serkan Önet, Erdinç Börekçi, Serhan Önet, Hüseyin Amcaoğlu, Coşkun Ulusoy, Ekrem Keleşzade, Ertaç Taşkıran, Hamis Çakır, Derviş Kolcu, Serdar Dural | Formazioni     | Osmanov, Mustafayev, Ebubekirov, Abiltarov, Golayda (Muhamacalov) (Cemilev), Ametov, Ablâmetov, Celâlov, Ablâkimov, Akimov, Ablâtifov (Hayredinov) |                  |                 |
| İlker Ertemel | Allenatori     | Rustem Mustafayev |                  |                 |

## Marcatori
6 gol
- Ertaç Taşkıran

5 gol
- Hamis Çakır

4 gol
- Ulan Riskulov

3 gol
- Jenish Mamatov
- Daler Aknazarov
- Kemal Uçaner
- Ediz Çukurovalı
- Muhammed Seif Muhammed

2 gol
- Piotr Marcov
- Marlen Akimov
- Mihail Sundeev
- Derviş Kolcu
- Sabri Selden
- Coşkun Ulusoy

1 gol
- İrfan Ametov
- Ablâmetov Arsen
- Ebubekirov Fevziy
- Halil Hayredinov
- Emiratlı Ruslan
- Denis Ceavdari
- Niklas Kreutsmann
- Pelle Mortensen
- Kristian Sandgreen

- Mustafayev Arsen
- Dilshat Kadyrov
- Vadim Kondratkov
- Sundeev Mihail
- Sergey Almukhamedov
- Firdavs Faizullaev
- Atkun Arıkbuka
- Yasin Kansu
- Ekrem Keleşzade
- Hasan Sapsızoğlu
- Rajab Rashid Omar
- Suleiman Kassim Suleiman

Auto-goal
- Rizvan Ablitarov (a favore di Cipro Nord)